# ابراهیم الخب
ابراهیم الخب (عربی: إبراهيم الخب؛ زادهٔ ۱۲ فوریهٔ ۱۹۹۶) بازیکن فوتبال اهل اردن است.
از باشگاه‌هایی که در آن بازی کرده‌است می‌توان به باشگاه ورزشی الرمثا اشاره کرد.
وی همچنین در تیم‌های ملی فوتبال زیر ۲۳ سال اردن، و اردن بازی کرده‌است.